# Gymnopithys
Gymnopithys is een geslacht van vogels uit de familie Thamnophilidae (miervogels).

## Soorten
De volgende soorten zij bij het geslacht ingedeeld:
- Gymnopithys bicolor  –  Tweekleurige miervogel
- Gymnopithys leucaspis  –  Witwangmiervogel
- Gymnopithys rufigula  –  Roodkeelmiervogel